# Micromya championii
Micromya championii är en tvåvingeart som först beskrevs av Grover 1962.  Micromya championii ingår i släktet Micromya och familjen gallmyggor. Inga underarter finns listade i Catalogue of Life.